# اريك ديك
اريك ديك (بالإنجليزية: Eric Dick)‏ (3 أكتوبر 1994 في الولايات المتحدة - ) هو لاعب كرة قدم أمريكي في مركز حراسة المرمى. لعب مع سبورتينغ كانساس سيتي.

## وصلات خارجية
- اريك ديك على موقع الدوري الأمريكي (الإنجليزية)
- اريك ديك على موقع قاعدة بيانات كرة القدم.إي يو (الإنجليزية)
- اريك ديك على موقع Soccerway.com (الإنجليزية)